# Persone di nome Alessandro/Calciatori
| Questa pagina contiene informazioni ricavate automaticamente dalle voci biografiche con l'ausilio del template Bio e di un bot. L'aggiornamento è periodico e automatico e ricostruisce completamente la pagina. Se manca una persona in questa lista, sei pregato di non aggiungerla, ma accertati piuttosto che la sua voce biografica contenga il template Bio e che i dati anagrafici siano correttamente compilati. Se il template Bio manca, inseriscilo tu stesso o, in alternativa, metti l'avviso {{tmp\|Bio}} che ne segnala la mancanza. Se i dati riportati sono sbagliati, correggi direttamente la voce biografica; le modifiche saranno visibili in questa lista entro pochi giorni. Per chiarimenti vedi il progetto antroponimi. La lista contiene solo le 135 persone che sono citate nell'enciclopedia e per le quali è stato implementato correttamente il template Bio. Pagina aggiornata al 6 ago 2025. |

Questa è una lista di persone presenti nell'enciclopedia che hanno il nome Alessandro e sono calciatori.

## A(7)
- Alessandro Albanese, calciatore belga (Liegi, n. 2000)
- Alessandro Altobelli, ex calciatore italiano (Sonnino, n. 1955)
- Alessandro Ambrosi, ex calciatore italiano (Fiuggi, n. 1971)
- Alessandro Arena, calciatore italiano (Ragusa, n. 2000)
- Alessandro Asiano, calciatore italiano (Valmacca, n. 1921)
- Alessandro Astolfi, calciatore italiano (Padova, n. 1909 - Padova, † 1981)
- Alessandro Cambalhota, ex calciatore brasiliano (Teixeira de Freitas, n. 1973)

## B(17)
- Alessandro Banfi, calciatore italiano (Monza, n. 1911)
- Alessandro Bascheni, calciatore italiano (Verona, n. 1890 - Lavagno, † 1940)
- Alessandro Bassoli, calciatore italiano (Bologna, n. 1990)
- Alessandro Bastoni, calciatore italiano (Casalmaggiore, n. 1999)
- Alessandro Bazzoni, ex calciatore italiano (Villafranca di Verona, n. 1933)
- Alessandro Bellemo, calciatore italiano (Chioggia, n. 1995)
- Alessandro Beltrame, calciatore italiano (Milano, n. 1902 - Rozzano, † 1957)
- Alessandro Bernardini, ex calciatore italiano (Domodossola, n. 1987)
- Alessandro Beti Rosa, ex calciatore brasiliano (San Paolo, n. 1977)
- Alessandro Bianchi, ex calciatore italiano (Cervia, n. 1966)
- Alessandro Bianchi, calciatore sammarinese (n. 1989)
- Alessandro Bianco, calciatore italiano (Torino, n. 2002)
- Alessandro Bollani, calciatore italiano (Genova, n. 1895)
- Alessandro Bonetti, calciatore italiano (Pola, n. 1908 - Quarto dei Mille, † 1977)
- Alessandro Brunoldi, calciatore e allenatore di calcio italiano (Genova, n. 1888 - Ivrea, † 1978)
- Alessandro Buongiorno, calciatore italiano (Torino, n. 1999)
- Alessandro Busti, calciatore canadese (Toronto, n. 2000)

## C(21)
- Alessandro Calanchi, calciatore italiano (Bologna, n. 1908 - Russia, † 1943)
- Alessandro Camisa, ex calciatore italiano (San Cesario di Lecce, n. 1985)
- Alessandro Capello, calciatore italiano (Bologna, n. 1995)
- Alessandro Caporale, calciatore italiano (Lecce, n. 1995)
- Alessandro Capponi, calciatore italiano (Roma, n. 1919 - Roma, † 2009)
- Alessandro Carlini, calciatore italiano (Rimini, n. 1919)
- Alessandro Casadei, ex calciatore sammarinese (Città di San Marino, n. 1972)
- Alessandro Celli, calciatore italiano (Roma, n. 1994)
- Alessandro Cerigioni, calciatore belga (n. 1992)
- Alessandro Cesaretti, ex calciatore italiano (Roma, n. 1968)
- Alessandro Ciarrocchi, ex calciatore svizzero (Winterthur, n. 1988)
- Alessandro Ciferri, calciatore italiano (Lovere, n. 1912 - Genova, † 1995)
- Alessandro Ciranni, calciatore belga (Genk, n. 1996)
- Alessandro Circati, calciatore italiano (Fidenza, n. 2003)
- Alessandro Colasante, ex calciatore italiano (Roma, n. 1973)
- Alessandro Cordaro, calciatore belga (La Louvière, n. 1986)
- Alessandro Correa, ex calciatore brasiliano (Aimorés, n. 1980)
- Alessandro Costacurta, ex calciatore italiano (Jerago con Orago, n. 1966)
- Alessandro Crescenzi, calciatore italiano (Marino, n. 1991)
- Alessandro Cucciolini, calciatore italiano (Livorno, n. 1904 - † 1982)
- Alessandro Curotto, calciatore italiano (Lavagna, n. 1913)

## D(11)
- Alessandro dos Santos, ex calciatore brasiliano (Maringá, n. 1977)
- Alessandro D'Addario, calciatore sammarinese (San Marino, n. 1997)
- Alessandro Damen, ex calciatore olandese (Nieuwegein, n. 1990)
- Alessandro De Magistris, calciatore italiano (Milano, n. 1890 - Milano, † 1970)
- Alessandro De Vitis, calciatore italiano (Piacenza, n. 1992)
- Alessandro Deiola, calciatore italiano (San Gavino Monreale, n. 1995)
- Alessandro Del Piero, ex calciatore italiano (Conegliano, n. 1974)
- Alessandro Della Valle, ex calciatore sammarinese (San Marino, n. 1982)
- Alessandro Di Pardo, calciatore italiano (Rimini, n. 1999)
- Alessandro Duè, calciatore italiano (Pisa, n. 1913)
- Alessandro da Conceição Pinto, ex calciatore brasiliano (Campos dos Goytacazes, n. 1977)

## F(10)
- Alessandro Faria, ex calciatore brasiliano (Porto Alegre, n. 1978)
- Alessandro Hojabrpour, calciatore canadese (Burnaby, n. 2000)
- Alessandro Ferrari, calciatore italiano (Codogno, n. 1930 - Codogno, † 2006)
- Alessandro Ferri, calciatore italiano (Roma, n. 1921 - Roma, † 2003)
- Alessandro Fiordaliso, calciatore italiano (Torino, n. 1999)
- Alessandro Florenzi, calciatore italiano (Roma, n. 1991)
- Alessandro Fornasaris, calciatore italiano (Trieste, n. 1911 - Treviso, † 2007)
- Alessandro Fregoni, calciatore italiano (Lodi, n. 1917 - Lodi, † 2000)
- Alessandro Frigerio, calciatore svizzero (Tumaco, n. 1914 - Locarno, † 1979)
- Alessandro Ferreira Leonardo, calciatore brasiliano (Rio Novo, n. 1987)

## G(7)
- Alessandro Gabrielloni, calciatore italiano (Jesi, n. 1994)
- Alessandro Gamberini, ex calciatore italiano (Bologna, n. 1981)
- Alessandro Gambino, calciatore italiano (Calosso, n. 1902)
- Alessandro Gazzoppi, calciatore italiano († 1916)
- Alessandro Ghena, calciatore italiano (Casale Monferrato, n. 1894 - Portogruaro, † 1919)
- Alessandro Golinucci, calciatore sammarinese (Città di San Marino, n. 1994)
- Alessandro Grassini, calciatore italiano (Pisa, n. 1905)

## I(2)
- Alessandro Iacobucci, ex calciatore italiano (Pescara, n. 1991)
- Alessandro Iandoli, ex calciatore svizzero (Basilea, n. 1984)

## K(1)
- Alessandro Kräuchi, calciatore svizzero (San Gallo, n. 1998)

## L(4)
- Alessandro Lambrughi, calciatore italiano (Cernusco sul Naviglio, n. 1987)
- Alessandro Lattuada, calciatore e allenatore di calcio italiano (Gallarate, n. 1913)
- Alessandro Ligi, calciatore italiano (Sassocorvaro, n. 1989)
- Alessandro Longhi, calciatore italiano (Desenzano del Garda, n. 1989)

## M(15)
- Alessandro Magni, calciatore italiano (Cremona, n. 1894 - Genova, † 1974)
- Alessandro Mallamo, calciatore italiano (Vizzolo Predabissi, n. 1999)
- Alessandro Marcandalli, calciatore italiano (Ponte San Pietro, n. 2002)
- Alessandro Marchi, calciatore italiano (Urbino, n. 1989)
- Alessandro Martinelli, calciatore svizzero (Mendrisio, n. 1993)
- Alessandro Matri, ex calciatore italiano (Sant'Angelo Lodigiano, n. 1984)
- Sandro Mazzola, ex calciatore e dirigente sportivo italiano (Torino, n. 1942)
- Alessandro Mazzoletti, calciatore italiano (Codogno, n. 1905 - Codogno, † 1969)
- Alessandro Mercati, calciatore italiano (Castelnovo ne' Monti, n. 2002)
- Alessandro Micai, calciatore italiano (Mantova, n. 1993)
- Alessandro Milesi, calciatore peruviano (Lima, n. 1999)
- Alessandro Milesi, calciatore italiano (Milano, n. 1897)
- Alessandro Monti, calciatore italiano (Fratta Polesine, n. 1893 - Padova, † 1980)
- Alessandro Moro, ex calciatore italiano (Latisana, n. 1984)
- Alessandro Murgia, calciatore italiano (Roma, n. 1996)

## N(2)
- Alessandro Nunes Nascimento, ex calciatore brasiliano (São João da Boa Vista, n. 1982)
- Alessandro Noselli, ex calciatore italiano (Udine, n. 1980)

## P(4)
- Alessandro Celin, calciatore brasiliano (Castelo, n. 1989)
- Alessandro Pin, calciatore italiano (Portogruaro, n. 1929 - Sanremo, † 2011)
- Alessandro Piu, calciatore italiano (Udine, n. 1996)
- Alessandro Plizzari, calciatore italiano (Crema, n. 2000)

## Q(1)
- Alessandro Quaggiotto, ex calciatore italiano (Padova, n. 1962)

## R(6)
- Alessandro Renica, ex calciatore e allenatore di calcio italiano (Anneville-sur-Mer, n. 1962)
- Alessandro Pio Riccio, calciatore italiano (Qualiano, n. 2002)
- Alessandro Rinaldi, ex calciatore italiano (Roma, n. 1974)
- Alessandro Romeo, calciatore italiano (Roma, n. 1987)
- Alessandro Rosina, ex calciatore italiano (Belvedere Marittimo, n. 1984)
- Alessandro Rossi, calciatore italiano (Viterbo, n. 1997)

## S(12)
- Alessandro Silva Pereira, ex calciatore brasiliano (Bragança, n. 1982)
- Alessandro Salvi, calciatore italiano (Bergamo, n. 1988)
- Alessandro Sassi, calciatore italiano (Ravenna, n. 1919)
- Alessandro Savelli, calciatore italiano (Crema, n. 1905 - Napoli, † 1930)
- Alessandro Sbaffo, calciatore italiano (Loreto, n. 1990)
- Alessandro Scaglierini, calciatore italiano
- Alessandro Scanziani, ex calciatore e allenatore di calcio italiano (Verano Brianza, n. 1953)
- Alessandro Scarponi, ex calciatore italiano (Rimini, n. 1971)
- Alessandro Schöpf, calciatore austriaco (Umhausen, n. 1994)
- Alessandro Semprini, calciatore italiano (Brescia, n. 1998)
- Alessandro Sersanti, calciatore italiano (Grosseto, n. 2002)
- Alessandro Sorrentino, calciatore italiano (Guardiagrele, n. 2002)

## T(5)
- Alessandro Tosi, calciatore sammarinese (San Marino, n. 2001)
- Alessandro Trerè, calciatore italiano (Milano, n. 1884 - Milano, † 1924)
- Alessandro Tripaldelli, calciatore italiano (Napoli, n. 1999)
- Alessandro Tuia, calciatore italiano (Civita Castellana, n. 1990)
- Alessandro Tulli, ex calciatore italiano (Roma, n. 1982)

## V(5)
- Alessandro Varini, calciatore italiano (Roma, n. 1900 - Roma, † 1944)
- Alessandro Vinci, ex calciatore italiano (Firenze, n. 1987)
- Alessandro Vitali, calciatore italiano (Cento, n. 1945 - San Giovanni in Persiceto, † 1977)
- Alessandro Vitali, calciatore e dirigente sportivo italiano (Monza, n. 1934 - † 2016)
- Alessandro Vogliacco, calciatore italiano (Acquaviva delle Fonti, n. 1998)

## Z(5)
- Alessandro Zagano, ex calciatore italiano (Crema, n. 1955)
- Alessandro Zamperini, ex calciatore italiano (Roma, n. 1982)
- Alessandro Zanin, ex calciatore italiano (Talmassons, n. 1951)
- Alessandro Zanoli, calciatore italiano (Carpi, n. 2000)
- Alessandro Zoppetti, ex calciatore italiano (Casalpusterlengo, n. 1979)